# Raja Ramanna
Raja Ramanna (ur. 28 stycznia 1925 w Tumkurze, zm. 23 września 2004 w Mumbaju) – indyjski fizyk atomowy.

## Życiorys
Studiował w Londynie. Przez ponad 10 lat kierował Centrum Badań Atomowych Bhabha; w tym okresie Indie przeprowadziły pierwsze próby z bronią atomową (1974) w Pokhranie (operacja Uśmiechnięty Budda). Był także doradcą ds. naukowych ministra obrony, wiceprezydentem i prezydentem Akademii Nauk Indii, prezydentem 30. Konferencji Generalnej Międzynarodowej Organizacji Energii Atomowej.
W 1990 pełnił funkcję ministra stanu ds. obrony w rządzie centralnym premiera V.P. Singha. W 1997 wybrany do parlamentu (Rajya Sabha).

## Odznaczenia
- Order Padma Vibhushan (1975)
- Order Padma Bhushan (1973)
- Order Padma Shri (1968)